# قائمة عمليات الاختطاف
فيما يلي قائمة بعمليات الاختطاف تلخص أحداث كل حالة، بما في ذلك حالات اختطاف المشاهير، والخدع المزعومة، وعمليات الاختطاف المشتبه بها، وعمليات الاختطاف بغرض التسليم، وعمليات الاختطاف الجماعية.

## عمليات الاختطاف الحديثة للمشاهير أو أقاربهم
غالبًا ما يستهدف الخاطفون المشاهير أو أقاربهم سعيًا للحصول على فدية كبيرة أو لتحقيق مكاسب سياسية. إليكم بعض الأشخاص المتضررين من هذه الجرائم:
- كان مردخاي أورين سياسيًا يهوديًا تم أسره فيتشيكوسلوفاكيا أثناء الحرب الباردة في عام 1951 وحُكم عليه بالسجن لمدة 15 عامًا،[1]  قبل إطلاق سراحه.
- ليون أميز : ممثل سينمائي وتلفزيوني، احتُجز هو وزوجته كرهائن في منزلهما في 12 فبراير 1964.أنقذتهما الشرطة، التي أبلغت عن القضية من قبل شريكه التجاري.[2]
- كان ليونارد فايرستون (57-58)، رجل الأعمال الأمريكي والمحسن والدبلوماسي، هدفًا لخطة اختطاف فاشلة كان من المقرر تنفيذها في عام 1966.[3]
- سيندي بيردسونغ : عضوة في فرقة موتاون الموسيقية "ذا سوبريمز" . اختُطفت بيردسونغ في ديسمبر 1969، وهي في الثلاثين من عمرها، تحت تهديد السكين من شقتها في هوليوود، وهربت بعد ساعتين بالقفز من السيارة عند مخرج طريق سريع.[4] أُدين تشارلز كولير، عامل الصيانة في شقة بيردسونغ، لاحقًا بالاختطاف.
- كارل فون سبريتي : سفير ألمانيا الغربية في غواتيمالا ، اختطف في عام 1970 في مدينة غواتيمالا ثم قُتل لاحقًا.[5]
- يوكو أونو : اختطف زوجها الثاني أنتوني كوكس ابنتهما كيوكو تشان كوكس في عام 1971.[6] اجتمعت أونو وابنتها أخيرًا في عام 1997.
- حاول المرافق إيان بول اختطاف آن، الأميرة الملكية، في 20 مارس/آذار 1974[7] أثناء مغادرتها ومارك فيليبس حفلًا خيريًا عائدين إلى قصر بكنغهام . لكن خطته باءت بالفشل.
- اختُطف تشوي أون هي وشين سانغ أوك في هونغ كونغ على يد جواسيس كوريين شماليين عام ١٩٧٨ ، ونُقلا إلى كوريا الشمالية بأوامر من كيم جونغ إيل ، الذي أراد استغلال الزوجين المنفصلين آنذاك لتطوير السينما الكورية الشمالية. بعد أن أخرج شين فيلم "بولغاساري" وستة أفلام أخرى لكيم، نجا هو وتشوي من المراقبة الكورية الشمالية عام ١٩٨٦.[8][9]
- كريس كرامر : صحفي إخباري بريطاني ومدير تنفيذي في هيئة الإذاعة البريطانية (بي بي سي) وكان أحد الرهائن الخمسة والعشرين الذين تم احتجازهم أثناء حصار السفارة الإيرانية .[10] تم إطلاق سراح كرامر في 1 مايو 1980، بعد أن اشتكى زوراً من شعوره بالمرض، ثم قدم معلومات عن الوضع في وقت لاحق.
- تم اختطاف خورخي وخوان بورن (1974)، وهما من نسل شركة بونج واي بورن ، في شهر سبتمبر على يد عصابة مونتونيروس ولم يتم إطلاق سراحهما إلا بعد دفع فدية قدرها 60 مليون دولار.[11]
- كوري كويرينو (42)، مذيعة تلفزيونية فلبينية، اختُطفت في 24 سبتمبر/أيلول 1995 في لاغونا ، الفلبين، على يد خمسة مسلحين قتلوا سائقها. أُنقذت في النهاية عندما اصطدمت سيارة الهروب بحاجز للشرطة، وفرّ خاطفوها من مكان الحادث.[12]
- جيسيكا ألبا ، ممثلة وامرأة أعمال اختطفت واحتجزت لمدة 14 ساعة في عام 1996.[13] تم العثور عليها لاحقًا مقيدة ومعصوبة العينين ومكممة الفم، لكن خاطفها لم يُقدم للمحاكمة أبدًا وتم إسقاط القضية.
- خورخي كامبوس (لاعب كرة قدم): في عام 1999، تم اختطاف والده ثم تم العثور عليه حيًا في أكابولكو ، المكسيك.[14]
- راجكومار (اسمه عند الولادة سينغانالورو بوتاسوامايا موثوراجو)، ممثل ومغني في صناعة السينما الكانادية، اختُطف من منزله في قاجانور بولاية تاميل نادو في 30 يوليو/تموز 2000، مع صهره غوفينداراجو وشخصين آخرين. أُطلق سراحه سالمًا في 15 نوفمبر/تشرين الثاني 2000، بعد 108 أيام من الأسر.[15]
- فرانسواز كلوستر : عالمة آثار فرنسية اختطفت في تشاد على يد المتمردين بقيادة حسين حبري .[16] وكان زوجها بيير رئيس بعثة المساعدات الخارجية الفرنسية في تشاد، وقد اختطف أيضًا عندما حاول تأمين إطلاق سراحها.
- البارون إدوارد جان إمبان : صناعي اختُطف طلبًا للفدية.[17] قطع خاطفوه أحد أصابعه لإثبات اختطافه. أُطلق سراحه لاحقًا.
- جون بول جيتي الثالث ، اختطف في إيطاليا عام 1973.[18] جده، أغنى رجل في العالم آنذاك، قطب النفط الأمريكي الملياردير جيه بول جيتي ، رفض دفع فدية قدرها 3 ملايين دولار حتى تم قطع إحدى آذان الصبي وإرسالها إلى إحدى الصحف.
- فريدي هاينكن (1983): رئيس مجلس الإدارة والرئيس التنفيذي لشركة تخمير هاينكن الدولية وسائقه أب دودرير، تم اختطافهما في الفترة ما بين 9 و30 نوفمبر 1983 في أمستردام.[19]
- جينيفر هدسون : اختُطف ابن أخيها بعد مقتل والدتها وشقيقها رمياً بالرصاص. وعُثر عليه لاحقاً ميتاً.[20]
- خوليو إغليسياس : تم اختطاف والده في عام 1985، ولكن تم العثور عليه حيًا وبصحة جيدة.[21]
- تشارلز ليندبيرغ : اختُطف ابن الطيار، تشارلز جونيور، البالغ من العمر عامين، عام ١٩٣٢ وقُتل. أُلقي القبض على ريتشارد هاوبتمان وأُعدم بتهمة ارتكاب الجريمة، لكن لا تزال هناك مخاوف بشأن ذنب هاوبتمان وعدالة المحاكمة (انظر اختطاف ليندبيرغ ).[22]
- مادونا : مغنية وكاتبة أغاني وممثلة أمريكية يُزعم أنها كانت مقيدة بكرسي ومحتجزة من قبل زوجها السابق شون بن في منزلهما في ماليبو، كاليفورنيا في 28 ديسمبر 1989. وقد نفت بشكل قاطع وقوع هذه الحادثة، وانفصل الزوجان لاحقًا.[23]
- آدي كويلا مارا نيلاتيكاو : الابنة الكبرى لفيجي وعضوة مجلس الشيوخ،[24] اختُطفت خلال انقلاب ضد والدها. هددها خاطفوها بالقتل، لكنها أُعيدت حية.
- فيروسكا راميريز ، ملكة جمال فنزويلا السابقة، اختطفت في عام 2003 وأفرج عنها بعد ثلاث ساعات بعد توقيع خمسة عشر توقيعًا لخاطفيها.[25]
- ديفيد ليترمان : في عام 2005، أحبط عملاء مكتب التحقيقات الفيدرالي والسلطات في مونتانا محاولة اختطاف ابن ليترمان من منزله في شوتو، مونتانا .[26]
- ريديك باو ( ملاكم ): اختطف بطل العالم السابق للوزن الثقيل زوجته المنفصلة عنه، جودي، وأطفالهما الخمسة من ولاية كارولاينا الشمالية في فبراير 1998،[27] على أمل إصلاح زواجه. ألقت الشرطة القبض على باو في ساوث هيل، فرجينيا ، وحررت عائلته.
- سيزار روزاس : عضو في لوس لوبوس ، اختطفت زوجته ساندرا في 23 أكتوبر 1999 ثم عثر عليها ميتة. اتُهم غابرييل جوميز وحُكم عليه بتهمة اختطافها وقتلها.
- جورجي غونغادزه : صحفي أوكراني بارز اختُطف ووُجد لاحقًا مقطوع الرأس عام ٢٠٠٠.[28] أثار اختفاؤه فضيحة سياسية ودبلوماسية كبرى شملت الولايات المتحدة ودولًا غربية أخرى. ولم تُكشف تفاصيل الجريمة بعد.
- سوزان إنريكيز ، صحفية فلبينية ومقدمة أخبار ومقدمة برامج إذاعية وتلفزيونية، اختطفت في 20 أبريل/نيسان 2000 في باسيلان على يد جماعة أبو سياف ،[29] ولكن تم إطلاق سراحها فيما بعد.
- دريوش شكوف : اختُطف الفنان والمخرج السينمائي بعد عرض فيلميه " إيران زندان" و "قبر هتلر" اللذين صوّرا الأوضاع المروعة للسجناء السياسيين الإيرانيين في إيران وفي ظل نظام الجمهورية الإسلامية الإيرانية في برلين ، ألمانيا . وقال إنه احتُجز لدى رجال يتحدثون العربية لمدة 12 يومًا، ثم أُطلق سراحه بعد موافقته على عدم نشر الفيلمين. ثم أُلقي به لاحقًا في نهر الراين في كولونيا ، ألمانيا . ولا تزال الشرطة الألمانية تُناقش صحة هذه الحادثة حتى الآن.[30][31]
- فرانك سيناترا جونيور (1963)، نجل فرانك سيناترا ،[32] اختُطف على يد باري كينان وجو أمسلر، وأُطلق سراحه بعد دفع فدية قدرها 240 ألف دولار أمريكي بعد بضعة أيام. وقد استُعيد معظم مبلغ الفدية.
- جوني تابيا : شهد بطل العالم في الملاكمة اغتصاب والدته واختطافها عندما كان في الثامنة من عمره.[33] كان مختبئًا عندما شهد الاعتداء. عُثر على جثة والدته على الطريق بعد أيام.
- تاليا : تم اختطاف شقيقتي المغنية المكسيكية، إيرنيستينا سودي والممثلة لورا زاباتا ، ولكن تم إطلاق سراحهما لاحقًا على قيد الحياة.[34]
- اختُطف بنديكت كومبرباتش واثنان من معارفه على يد ستة رجال مسلحين في جنوب أفريقيا عام 2005 أثناء تصوير المسلسل القصير " إلى نهاية الأرض" . أُطلق سراح الثلاثي سالمين بعد ذلك بوقت قصير.[35]
- تم اختطاف روبين عمر رومانو ، مدرب كرة القدم الأرجنتيني، في المكسيك في 19 يوليو 2005 [36] وتم إنقاذه بعد شهرين.
- تم اختطاف ستيفن أدلر (42)، عازف الطبول السابق لفرقة غنز آن روزز، من قبل شقيقه جيمي أدلر في 22 مارس 2007 ونقله إلى لوس أنجلوس ، كاليفورنيا [37] واحتجازه وإطلاق سراحه بعد 30 يومًا في محاولة لإبعاده عن المخدرات.
- تياغو دا سيلفا (25)، لاعب كرة قدم برازيلي اختطف في ريو دي جانيرو في 24 سبتمبر 2008 وأثناء محاولته الهروب تعرض لإطلاق نار عدة مرات مما أدى إلى وفاته بعد ستة أيام.[38]
- دفي (25)، مغنية وكاتبة أغاني، زعمت أنها اختُطفت عام 2010،[39] واغتُصبت، وخُدِّرت، وتمكنت من الفرار. لم تكشف عن هوية الخاطفين أو مكان الجرائم المزعومة.
- أليكس باند : مغني وكاتب أغاني معروف بأنه عازف الجيتار في فرقة ذا كولينج ، وقد ورد أنه تعرض للسرقة والضرب ثم التخلي عنه بالقرب من بعض مسارات القطارات من قبل اثنين من المهاجمين المجهولين في 18 أغسطس 2013. تم نقله على وجه السرعة إلى مستشفى قريب، حيث تم علاجه ثم تم إطلاق سراحه لاحقًا.[40]
- فيكتور لي تزار-كوي ، نجل قطب هونغ كونغ، لي كا شينج : اختطفه تشيونغ تشي كيونغ ، المعروف بـ"المبذر الكبير".[41] أُطلق سراحه بعد دفع فدية قياسية عالمية بلغت مليار دولار هونغ كونغي (134 مليون دولار أمريكي). أُلقي القبض على تشيونغ لاحقًا وأُعدم في غوانزو عام 2000.
- اختُطفت باي هسياو ين ، ابنة الفنان التايواني باي بينغ بينغ ، ثم قُتلت في أبريل/نيسان عام 1997. وبعد مطاردة استمرت عامًا، ارتكب فيها الخاطفون سلسلة أخرى من الجرائم وانتحروا فور اعتقالهم، أُلقي القبض أخيرًا على تشين تشين هسينغ، العقل المدبر لعملية الاختطاف، في نوفمبر/تشرين الثاني بعد ارتكابه حادثة احتجاز رهائن ، وأُعدم لاحقًا. وقد اكتسبت القضية شهرة واسعة بسبب سوء أخلاقيات الإعلام المتبعة، مما أدى إلى فشل مفاوضات الفدية.[42][43][44][45][46]
- اختُطفت ديزي مكراكين (37 عامًا) في 3 مايو/أيار 2017 أثناء وجودها في لوس أنجلوس ، واحتُجزت رهينة في سيارتها الخاصة أثناء قيادتها. تمكنت مكراكين لاحقًا من الفرار، ويواجه خاطفوها الآن اتهامات.[47][48]
- إينار : مغني راب سويدي اختطفه أفراد عصابة مرتبطة بمغني الراب المنافس ياسين في أبريل 2020. تم إطلاق سراحه لاحقًا، لكنه قُتل في العام التالي عندما كان من المقرر أن يشهد في القضية.[49]
- في 8 أكتوبر/تشرين الأول 2020، ألقى مكتب التحقيقات الفيدرالي القبض على ثلاثة عشر رجلاً بالغًا أثناء تخطيطهم لاختطاف السياسية الأمريكية جريتشن ويتمر [50][51] ، وهي حاكمة ولاية ميشيغان الحالية . كما أُلقي القبض على رجل آخر لاحقًا بعد اتهامه بالمشاركة في عملية الاختطاف المخطط لها.[52] وُجهت اتهامات لجميع الرجال لاحقًا في المحكمة.
- خطط رجل من هارلو لاختطاف وقتل مقدمة البرامج التلفزيونية والمؤلفة وعارضة الأزياء الإنجليزية هولي ويلوبي ، لكن خطته أُحبطت بعد بلاغ من ضابط إنفاذ قانون متخفٍّ في الولايات المتحدة، كان يتواصل معه بشأن المؤامرة. أُلقي القبض عليه في 4 أكتوبر/تشرين الأول 2023.[53][54]
- هدد رجل باختطاف عضو مجلس الشيوخ الأمريكي من ألاسكا في 3 نوفمبر 2023، ويُعتقد أنها ليزا آن ماركوفسكي (66)،[55][56] لكن خططه للقيام بذلك لم تتحقق.

## عمليات اختطاف مزيفة
- تاوانا براولي ، مراهقة أمريكية من أصل أفريقي، ادعت في نوفمبر/تشرين الثاني 1987 أنها اختُطفت واحتُجزت واغتصبت جماعيًا على يد أربعة رجال بيض على مدار أربعة أيام. قضت هيئة محلفين كبرى بأن براولي اختلقت قصتها، ونجح أحد المتهمين في رفع دعوى قضائية ضدها بتهمة التشهير.[57]
- جولز كروازيت ، ممثل هولندي تظاهر باختطافه من قبل النازيين الجدد في عام 1987 من أجل إثارة الغضب الكافي لمنع عرض مسرحية اعتبرها معادية للسامية .[58]
- قامت ميشيل لودزينسكي بتدبير عملية اختطافها في وودبريدج في يناير 1994، بعد ثلاث سنوات من اختطاف ابنها تيموثي ويلتسي .[59]
- دار هيذرنجتون ، عضو مجلس مدينة ألبرتا الذي ادعى أنه اختطف في مونتانا .[60]
- أودري سيلر، طالبة جامعية من ويسكونسن اختفت في 27 مارس/آذار 2004. عُثر عليها بعد أربعة أيام بعد بحث مكثف. وكُشف لاحقًا أنها اختلقت قصة اختطافها.[61]
- جينيفر ويلبانكس ، امرأة أمريكية زعمت أنها اختطفت كذريعة لهروبها من حفل زفافها في أواخر أبريل 2005، في قضية العروس الهاربة .[62]
- كوين غراي، المقيمة في بونتي فيدرا بيتش، فلوريدا ، والتي اختفت في عطلة نهاية الأسبوع بمناسبة عيد العمال عام ٢٠٠٩ وتركت وراءها رسالة فدية تطالب بفدية قدرها ٥٠ ألف دولار أمريكي لإعادتها. عُثر عليها بعد أربعة أيام، وتبين أنها استخدمت الخدعة للابتزاز بالتواطؤ مع صديقها، جاسمين عثمانوفيتش. أقر عثمانوفيتش بالذنب، بينما رفضت غراي الاعتراض ؛ وحُكم عليهما بالسجن مع وقف التنفيذ مع غرامات لسداد تكاليف التحقيق.[63][64][65][66]
- الصومال ، لاعب كرة قدم برازيلي ادعى زورًا عام ٢٠١١ أنه اختُطف. ثَبُتَ أنه تأخر عن حصة تدريبية وحاول تجنب خصم ٤٠٪ من راتبه بسبب التأخير.[67]
- شيري بابيني ، امرأة من كاليفورنيا أصبح اختفاؤها في عام 2016 قصة إخبارية وطنية، ثم تم القبض عليها لاحقًا وإدانتها بتزوير اختطافها.[68]
- بريانا هارمون تالبوت، امرأة بيضاء تبلغ من العمر تسعة عشر عامًا، ادعت زورًا أنها تعرضت للاختطاف والاغتصاب الجماعي على يد ثلاثة رجال سود. اعترفت بتزوير اختطافها بعد أسبوعين بعد تسليط الضوء على تناقضات في روايتها، وأقرت بالذنب في التلاعب بالأدلة.[68]
- كارلي راسل ، طالبة تمريض من ألاباما، اختفت لمدة 49 ساعة في يوليو 2023، واتصلت بالشرطة مدّعيةً أنها اختُطفت. اعترفت لاحقًا بتزوير اختطافها، وأُدينت بالتبليغ الكاذب.[69]

## عمليات اختطاف مشتبه بها
- أطفال سودر ، خمسة أطفال أُبلغ عن فقدانهم بعد حريقٍ مُريب في منزل عائلتهم. أُعلن عن وفاتهم رسميًا، لكن يُعتقد على نطاقٍ واسع أنهم نجوا واختُطفوا على يد مجهولين.[70]
- هيلين براش ، صاحبة شركة حلوى مليونيرة؛ ادعى أحد المخبرين أنها اختطفت بعد مغادرتها عيادة مايو ، ثم قُتلت؛ ولم يتم العثور على رفاتها أبدًا.[71]
- حساني كامبل ، صبي يبلغ من العمر خمس سنوات مصاب بالشلل الدماغي، اختفى في أوكلاند، كاليفورنيا في 10 أغسطس 2009. قال والد حساني بالتبني، لويس روس، إنه ترك حساني ينتظر في الجزء الخلفي من متجر الأحذية حيث كانت عمة حساني، جينيفر كامبل، تعمل بينما ذهب إلى مقدمة المتجر مع أخت حساني الصغرى.[72]
- هالي كومينجز ، الطفلة، وفقًا لتقارير إخبارية من شبكة سي إن إن ومصادر إخبارية تلفزيونية رئيسية أخرى، كانت تحت مراقبة صديقة والدها، رونالد كومينجز، التي أصبحت فيما بعد زوجته، عندما اختفت من منزلها المتنقل في ساتسوما بولاية فلوريدا في فبراير 2009. وقد تورط شخصان مهتمان بعملية الاختطاف التي لم تُحل بعد في عملية لمكافحة المخدرات في يناير 2010، مما جدد الاهتمام بالقضية.[73]
- اختفى جيمي هوفا وأُعلن عن وفاته قانونيًا.[74] ظهرت العديد من الشائعات والنظريات، بما في ذلك الاختطاف المزعوم، في السنوات اللاحقة.
- إيمي سيمبل ماكفيرسون ، مبشرة زعمت أنها اختُطفت واحتُجزت مقابل فدية من 18 مايو إلى 23 يونيو 1926 حتى هربت. واتهمها تحقيق أجرته هيئة محلفين كبرى بتلفيق التهم. أُسقطت التهم الموجهة إلى ماكفيرسون لعدم كفاية الأدلة. ولم تُوجّه أي اتهامات ضد خاطفيها الذين وصفتهم.[75][76][77][78][79]
- سيدريكا بروفينشر ، فتاة تبلغ من العمر 10 سنوات من تروا ريفيير ، كندا، اختفت في 31 يوليو 2007. تم اكتشاف رفاتها في 11 ديسمبر 2015.[80]
- اختفت تابيثا تودرز ، فتاة تبلغ من العمر ثلاثة عشر عامًا من ناشفيل ، تينيسي، وهي في طريقها لركوب حافلة المدرسة في 29 أبريل/نيسان 2003. زعم أحد الجيران أنه رآها تستقل سيارة مع رجل. ولم يُرَ عنها شيء منذ ذلك الحين.[81][82][83][84]

## الاختطاف بدلاً من التسليم
انظر المقال الرئيسي: التسليم والاختطاف
- همبرتو ألفاريز ماشين ، من المكسيك إلى الولايات المتحدة من قبل السكان المحليين الذين عينتهم إدارة مكافحة المخدرات الأمريكية في عام 1990.
- جابيز بلفور ، من الأرجنتين إلى المملكة المتحدة في عام 1895.
- روني بيجز ، من البرازيل إلى المملكة المتحدة بواسطة صائدي المكافآت المستقلين في عام 1981.
- أدولف آيخمان ، من الأرجنتين إلى إسرائيل في عام 1960.[85]
- بيل هايود ، تشارلز موير وجورج بيتيبون من كولورادو إلى أيداهو في عام 1906.[86]
- مير أيمال كانسي ، من باكستان إلى الولايات المتحدة في عام 1997.[87]
- أندرو لوستر ، من المكسيك إلى الولايات المتحدة بقلم دوان تشابمان ("دوج صائد الجوائز") في عام 2003.[88]
- جيه بي ماكنمارا وأورتي ماكمانيجال، من ميشيغان إلى إلينوي في عام 1911.
- مارتن موبانجا ، من زامبيا إلى خليج جوانتانامو بواسطة الولايات المتحدة في عام 2002.[89]
- حسن مصطفى أسامة نصر ، من إيطاليا إلى مصر بواسطة وكالة المخابرات المركزية الأمريكية في عام 2005.[90]
- جمشيد شارمهد ، من الإمارات العربية المتحدة إلى إيران في عام 2020.[91]
- مورتون سوبيل ، من المكسيك إلى الولايات المتحدة في عام 1950.
- مردخاي فانونو ، من إيطاليا إلى إسرائيل في عام 1986.[92]

## عمليات الاختطاف الجماعية
- اختطافات البيسبي: تم احتجاز 1300 من الموظفين المضربين بشكل غير قانوني من قبل قوات نائبة بأوامر من المأمور هاري سي ويلر قبل أن يتم تحميلهم على سيارات الماشية ونقلهم 200 ميل إلى نيو مكسيكو. وجدت تحقيقات اتحادية أن الضحايا قد اختطفوا بشكل غير قانوني.
- هياكشن: تم اختطاف 40،000 إلى 50،000 طفل بولندي وأوكراني تتراوح أعمارهم بين 10 و 14 عامًا من قبل قوات الاحتلال الألمانية النازية ونقلوا إلى ألمانيا لعملية عبيدية بناءً على قيادة ألفريد روزنبرغ وهينينغ فون تراسكو.
- 1976 اختطاف تشو تشيللا: تم احتجاز 26 طفلاً على متن حافلة مدرسية وسائق الحافلة في شاحنة متحركة مدفونة، في حفرة.[93]
- تم اختطاف 16 سائحًا غربيًا في اليمن في ديسمبر 1998 أثناء إجازتهما في اليمين. قتل أربعة في عملية إنقاذ فشلت من قبل السلطات اليمنية في اليوم التالي.[94]
- 2010 اختطاف جماعي وكالة كوررام: تم أخذ 60 شخصا من وكالة كورام التبنيال في باكستان من قبل متشددين يرتدون ملابس ضباط الشرطة.[95][96]
- 2014 اختطاف تشيبوك: تم أخذ أكثر من 200 طالبة من مدرسةهم خلال امتحان. يشتبه في أن جماعة بوكو حرام الإرهابية هي التي ارتكبت الهجوم.[97]
- 2014 اختطاف جماعي إيغوالا: 43 طالبًا من مدرسة ريفية في المكسيك كانوا يخططون للذهاب إلى احتجاج في مدينة المكسيك عندما أطلق عليهم الشرطة النار وأخذوا تحت الحجز.[98][99]
- 2015 اختطاف مالاري: اختطاف 40 صبي وشاب من قبل بوكو حرام.[100]
- 2018 اختطاف دافشي: اختطاف 110 طالبًا من مدرستهم من قبل بوكو حرام.[101]
- اختطاف كانكارا 2020: اختطاف 334 طالبًا من مدرستهم من قبل عصابة إجرامية.[102]
- 2021 اختطاف كاجارا: اختطفت 27 طالبًا دراسيًا من مدرستهم وقتل واحد ، كما اختطفت ثلاثة من أفراد موظفي المدرسة و12 من أقاربهم.[103]
- 2021 اختطاف جنجيب: 279 طالبًا من مدرستهم اختطافهم من قبل عصابين مسلحين في جنجيبي.[104]
- اختطاف في فيكا 2021: 39 طالبًا (23 امرأة و16 ذكرًا) اختطافوا من قبل عصابين مسلحين في فيكا.[105]
- 2021 اختطاف بانتيلهو الجماعي: اختطاف 21 من سكان بانتيلخو ، تشياباس ، المكسيك ، من قبل المشيتا تحت ذريعة أن المختطفين كانوا متورطين في الجريمة المنظمة.[106]
- 2021 اختطافات المرسليين في هايتي: اختطاف 17 مُرسلاً مسيحياً، معظمهم من الولايات المتحدة، واحداً من كندا، مقابل فدية من قبل أعضاء عصابة ماوزو 400.[107]
- اختطاف الأطفال في الحرب الروسية - الأوكرانية: اختطفت 16،000 طفل أوكراني على الأقل من قبل القوات الروسية ونقلوا إلى الأراضي الروسية، وتم منحهم الجنسية الروسية ، وتم تبنيهم قسراً من قبل العائلات الروسية منذ بداية الحرب الروسيا - الأوكراينية.[108][109] اتهمت المحكمة الجنائية الدولية الزعيم الروسي فلاديمير بوتين بالمسؤولية عن عمليات الاختطاف.[110]
- أزمة رهائن حرب غزة: اختطف نحو 200 شخص، معظمهم مدنيون إسرائيليون، من قبل متشددين حماس في 7 أكتوبر 2023، و50 آخرين من قبل مجموعات متشددة فلسطينية أخرى.[111]